# The Space Movie

The Space Movie est un film documentaire britannico-américain réalisé par Tony Palmer en 1979 et sorti en 1980. 
Le film, d'une durée de 78 minutes, a été réalisé sur demande de la NASA, afin de célébrer le dixième anniversaire de l'atterrissage d'Apollo 11 sur la Lune.
La bande-son a été composée par Mike Oldfield. Elle comporte des extraits de The Orchestral Tubular Bells et The Orchestral Hergest Ridge (fait remarquable puisque l'album n'est jamais paru), Ommadawn, Portsmouth et Incantations, qui vient tout juste de sortir. La bande-son doit elle-même être publiée, mais ce n'est jamais le cas.